# Monotipo

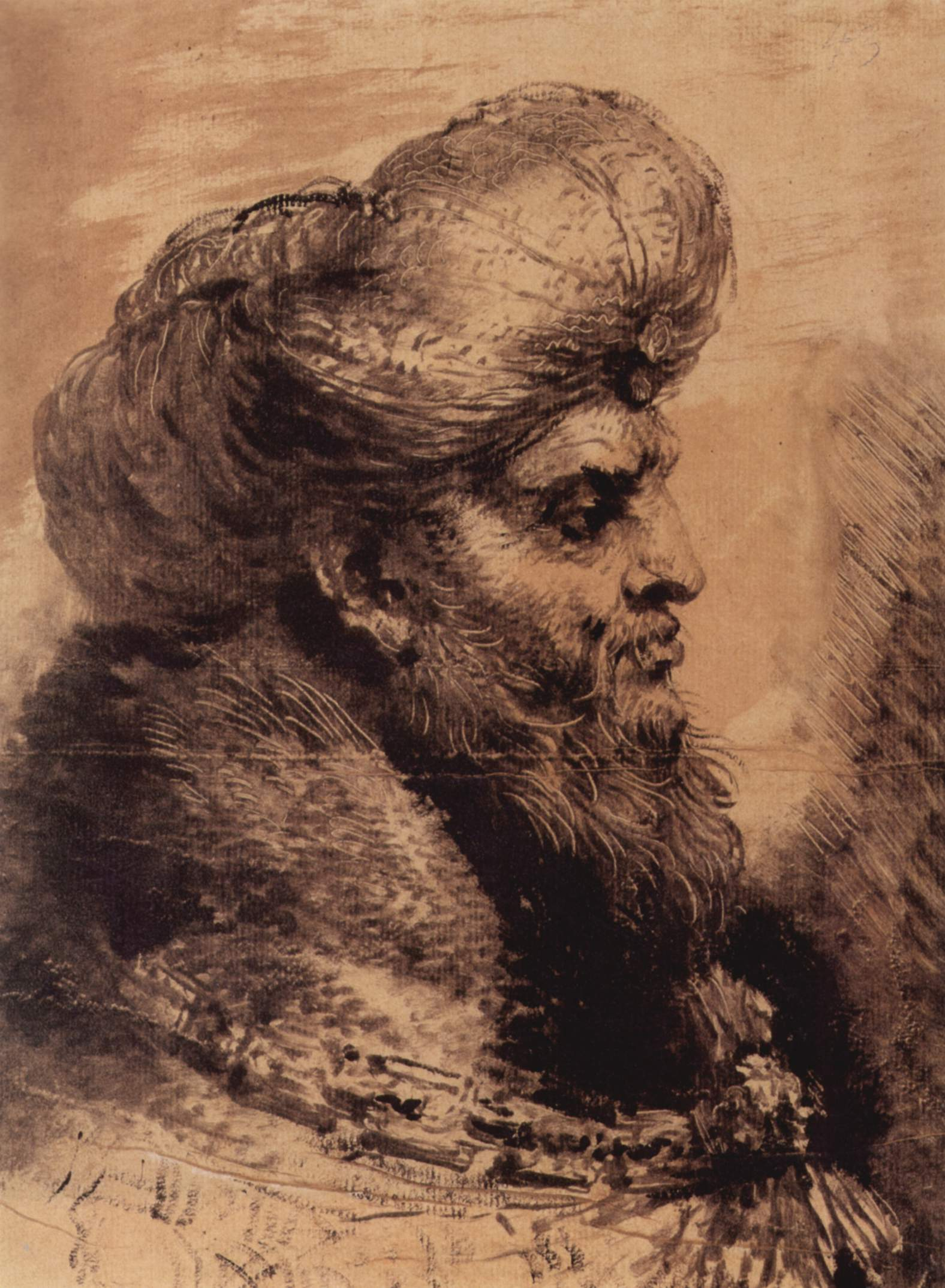
Monotipo de Giovanni Benedetto Castiglione, probablemente una segunda impresión (Royal Collection del Reino Unido).

En grabado, se llama monotipo a una impresión única, sin que se produzcan más ejemplares iguales. Este tipo de grabado es muy cotizado por los coleccionistas, porque se entiende que el artista ha acometido todo el proceso técnico para obtener una sola obra, cuando lo común en grabados es producir múltiples ejemplares.
Se denomina monotipo, no solo al ejemplar único (tras el cual la plancha se destruye), sino a aquellas impresiones que, por uso de tintas distintas u otras modificaciones, son pruebas únicas o diferenciadas respecto de la edición principal. Así ocurre cuando el artista prueba la plancha con un nuevo color, o sobre un soporte distinto al habitual.  Estas se hacen haciendo  uso de vidrio o una placa de metal liso o piedra de consistencia grasa, tales como pintura o aceite de tinta de la impresora; lo que provoca que con esta técnica  solo se produzca  una buena impresión de cada placa preparada. Después, el dibujo se presiona a mano sobre una hoja de papel absorbente o con la ayuda de prensa de grabado. El pigmento que queda en el plato suele ser insuficiente para hacer otra impresión, a menos que sea entintado de nuevo, de modo que en cada impresión difiera de la anterior. Debido a esta autenticidad, los  monotipos no puede considerarse una técnica de replicación múltiple, ya que son impresiones en papel catalogadas en la técnica de grabado medio.
La creación de monotipos es considerada como una técnica que admite innumerables procesos experimentales y plásticos, la cual permite plasmar con  libertad creativa y de expresión; que incluso puede utilizarse en la  conjugación con otras o como fin en sí misma.
Con todo, hay que precisar que el monotipo se obtiene de la plancha ya terminada, y no hay que confundirlo con las "pruebas de artista" o "pruebas de estado", que el grabador suele imprimir durante el proceso de grabado para comprobar su buen desarrollo. 
Tradicionalmente se considera pionero en este género a Giovanni Benedetto Castiglione, pintor y grabador genovés del siglo XVII. En el siglo XIX, el poeta inglés William Blake y el artista francés Edgar Degas, experimentaron con la técnica."William Blake propició que tanto estéticamente las estampas fueran más expresivas, creativas e intuitivas, común evidente distanciamiento conceptual entre la idea de copia de lo siglos pasados y la idea de original múltiple."